# (9668) Tianyahaijiao
(9668) Tianyahaijiao est un astéroïde de la ceinture principale.

## Description
(9668) Tianyahaijiao est un astéroïde de la ceinture principale. Il fut découvert le 3 juin 1997 à la station de Xinglong par le programme Beijing Schmidt CCD Asteroid Program. Il présente une orbite caractérisée par un demi-grand axe de 2,79 UA, une excentricité de 0,07 et une inclinaison de 6,1° par rapport à l'écliptique.

## Compléments